# Farahalana
Farahalana este un oraș în partea de nord a Madagascarului. Acesta aparține de districtul Sambava, care face parte din Regiunea Sava și se află în apropierea gurii de vărsare a râului Lokoho la Oceanul Indian. Populația orașului a fost estimată la aproximativ 23.000 de locuitori la recensământul din 2001.
Învățământul secundar primar și junior sunt disponibile în oraș. Majoritatea locuitorilor orașului sunt fermieri. Cea mai importantă cultură este vanilia, în timp ce alte produse importante sunt cafeaua, cuișoarele și orezul.  Serviciile asigură locuri de muncă pentru 2% din populație. În plus, pescuitul angajează 2% din populație.